# ارتس
ارتس (به لاتین: Erts) یک روستا در آندورا با جمعیت ۴۵۱ نفر است که در لا ماسانا واقع شده‌است.